# 聖ニコラス聖堂 (マンハッタン)
アメリカ合衆国ニューヨーク市マンハッタンの聖ニコラス聖堂（英語: St. Nicholas Church, or St. Nicholas Greek Orthodox Church, ギリシア語: Άγιος Νικόλαος Νέας Υόρκης）は、ワールドトレードセンター（WTC）サウスタワー近くにある在米国ギリシャ正教会の聖堂。
ギリシャ系移民、ギリシャ人船員などに親しまれていたが、9・11テロによるWTC崩壊に巻き込まれて崩壊した。その後、再建に向けた取り組みが同教会信徒により行われ、2022年にオープンした。
ミラのニコラオスを記憶する教会・聖堂である。ミラのニコラオスは船員・銀行家・パン焼き職人の守護聖人である。

## 歴史
教会は1916年にギリシャ系移民によってニューヨークの金融街に設立され、1922年に現在の場所で奉神礼を行うようになった。聖堂の建物そのものは19世紀初頭に建てられたものを流用しており、3方を駐車場に囲まれていた。
9・11テロの際、崩壊したWTC2に巻き込まれ、聖堂は内部に至るまで完膚なきまでに崩壊した。跡地には僅かに傷ついたイコン、聖器物が残されていた。崩壊直前に、聖堂管理人および当日聖堂にいた電気技師は避難したため、人的被害は皆無であった。
2006年9月11日、9・11テロによる永眠者のために、崩壊した聖堂の敷地でパニヒダを献じた。聖ニコラスの記憶日であり聖堂の記憶日でもある同年12月6日、教会設立90周年が祝われた。
2010年5月現在、教会の信徒はブルックリンにある亜使徒聖大帝コンスタンチン・聖太后エレナ大聖堂で奉神礼に与っており、同教会の信徒とともに聖ニコラス聖堂の再建に向けて活動を続けている。

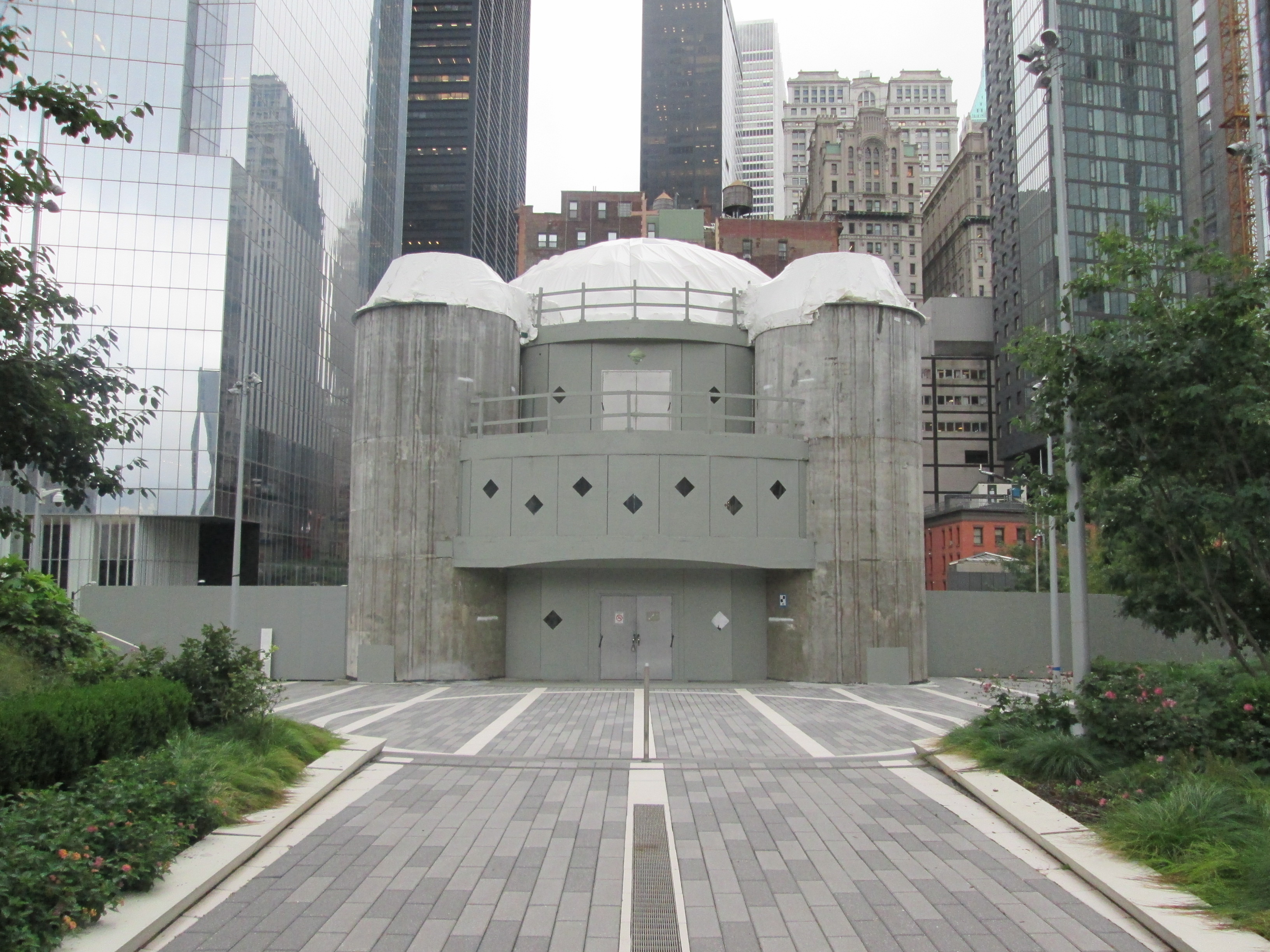
建設中の聖ニコラス聖堂（2018年）

聖ニコラス聖堂やドイツ銀行ビル（テロで損傷し2011年に取り壊しが完了した）のあった街区は、ニューヨーク・ニュージャージー港湾公社により新ワールドトレードセンターの一部として再開発されることになった。地上には地下駐車場への車両出入口が作られ、その屋上はリバティ・パークという公園となり、ザ・スフィアもここに設置されることになった。またリバティ・パークの一角に聖ニコラス聖堂が再建されることも決定した。
新たな聖堂は、もとのセダー通り155番から若干東に移動し、リバティ通り130番に位置することになる。設計はサンティアゴ・カラトラバが担当し、イスタンブールのハギア・ソフィア大聖堂やコーラ修道院付属聖堂などのビザンティン建築を引用したデザインとなった。2014年から建設が進み、2018年の完成を予定していたが、建設費支払いの遅れのために2017年に工事が一時停止していた。その後、2021年の完成を目指して内装工事等が進み、2022年に成聖式が行われた。